# Девід Флоуренс
Девід Флоренс  (англ. David Florence, 8 серпня 1982) — британський веслувальник, олімпійський медаліст.

## Виступи на Олімпіадах

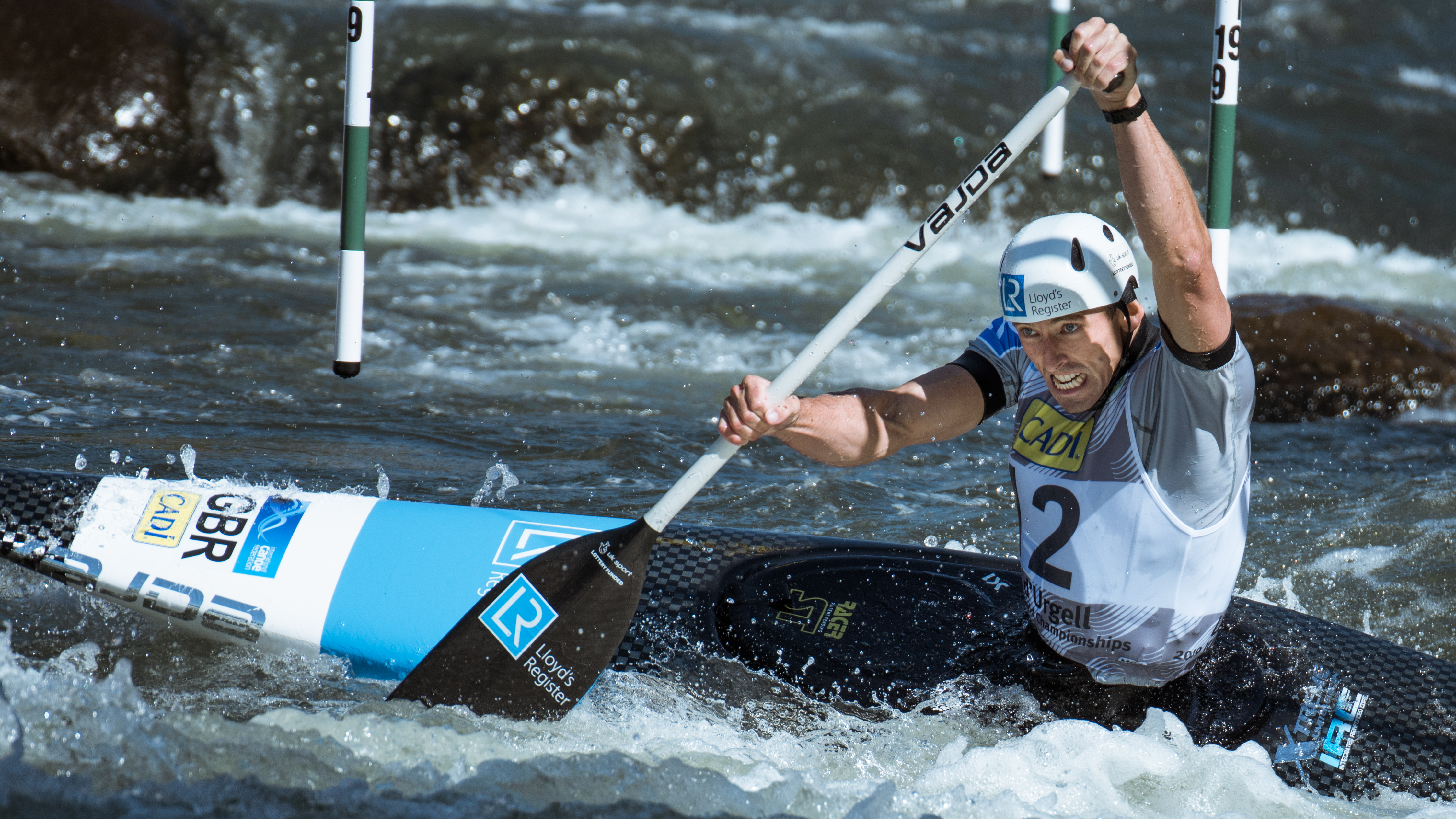

| Олімпіада   | Дисципліна             | Місце |
| ----------- | ---------------------- | ----- |
| Пекін 2008  | каное-одиночка, слалом | 2     |
| Лондон 2012 | каное-двійка, слалом   | 2     |
| Лондон 2012 | каное-одиночка, слалом | 10    |
| Ріо 2016    | каное-двійка, слалом   | 2     |